# Fronteira Argentina–Paraguai
A fronteira entre Argentina e Paraguai é a linha que limita os territórios da Argentina e do Paraguai.
Uma parte desta fronteira é definida por três importantes cursos de água (rio Pilcomayo, rio Paraná e rio Paraguay). A capital do Paraguai, Assunción, fica numa das margens do rio Paraguay, sendo fronteira à Argentina.
A fronteira paraguaia-argentina, especialmente a Tríplice Fronteira (Argentina, Brasil e Paraguai), vem sendo apontada como um refúgio para criminosos e terroristas. 